# Salvatore La Barbera
Salvatore La Barbera (Palermo, 20 de abril de 1922 –  17 de enero de 1963) fue un mafioso siciliano . Junto con su hermano Angelo La Barbera gobernó la familia mafiosa de Palermo Centro. Salvatore La Barbera tenía un sitio en la primera Comisión que se creó en 1958 como capo mandamento de las familias mafiosas de Borgo Vecchio, de Porta Nuova y de Palermo Centro. La Barbera desaparecido durante la Primera guerra de la mafia,  víctima de la lupara bianca, y nunca más se supo de él.
La policía de Palermo sospechaba que Salvatore "Ciaschiteddu" Greco y su primo Salvatore Greco "l'ingegnere" habían llegado a un acuerdo por el que Tommaso Buscetta habría traicionado a su antiguo amigo, lo habría matado y habría hecho desaparecer su cuerpo en los hornos de su fábrica de vidrio. Buscetta afirma no saber nada acerca de la desaparición.